# Фаленопсис Афродіти
Фаленопсис Афроді́ти (Phalaenopsis aphrodite) — епіфітна трав'яниста рослина родини орхідні. Названа на честь богині любові Афродіти. 
Вид не має усталеної української назви, в українськомовних джерелах зазвичай використовується наукова назва лат. Phalaenopsis aphrodite.

## Природні різновиди та їх синоніми
За даними Королівських ботанічних садів в К'ю :
- Phalaenopsis aphroditesubsp.Aphrodite
  - Syn. Phalaenopsis amabilis Lindl., 1838, nom. illeg.
  - Syn. Phalaenopsis ambiguaRchb.f., 1862
- Phalaenopsis aphroditesubsp. FormosanaChristenson 2001

## Біологічний опис
Епіфіт. Моноподіальна рослина середніх розмірів.

Стебло вкорочене, довжина листя від 15 до 30 см. Схожий на Phalaenopsis amabilis, відрізняється особливостями будови квітки та їх меншим розміром, приблизно 7,5 см замість 10 см у Ph. amablis. 

У природі пік цвітіння з грудня до квітня. Квітконіс до 90 см, китицеподібний або метельчатий. Квітки зазвичай мають біле або кремове забарвлення. Губа прикрашена декількома смужками темно-червоного кольору.

## Ареал та екологічні особливості

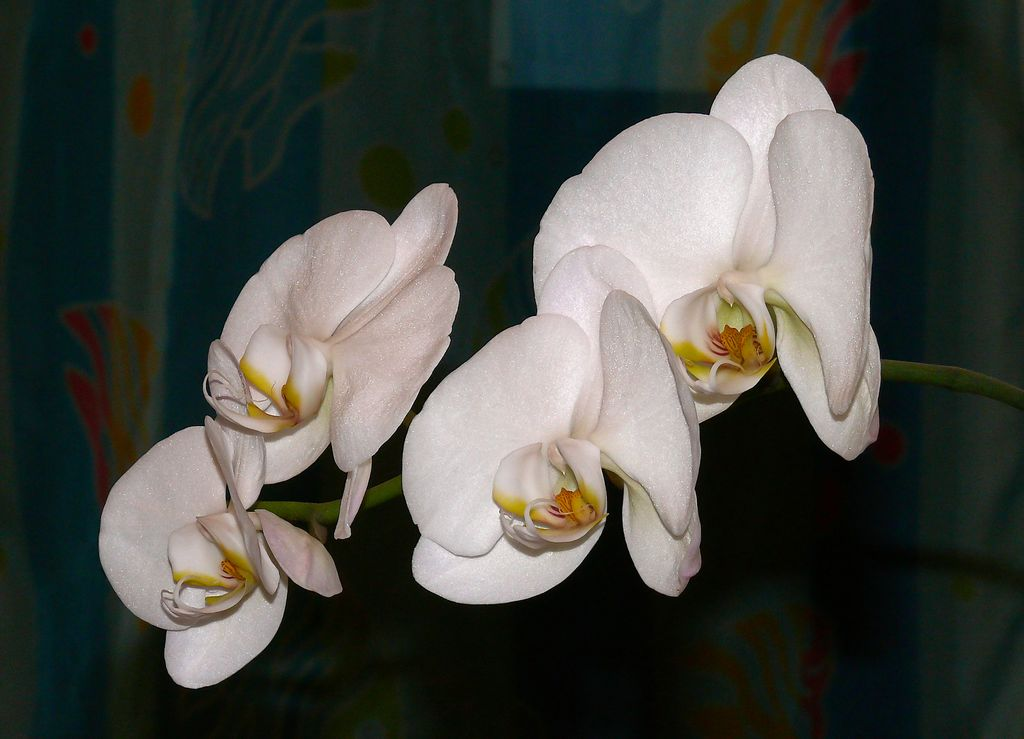

Філіппіни, Тайвань (практично зник). 
 На стовбурах і гілках дерев в тінистих і вологих місцях проживання в первинних і вторинних лісах. 
 Середні температури на Філіппінах протягом року змінюються не значно (вночі в січні 19 °C, в липні 25 °C; дінемо в січні 25 °C, в липні 30 °C). Максимальна кількість опадів у серпні — вересні (350—400мм), мінімальне з лютого по травень (100—150мм).

## Історія опису
Першим європейцем виявили і описали Фаленопсис афродіти був єзуїт, Георг Жозеф Камеля (1661—1706). Лінней знехтував його роботою і цей прекрасний вигляд не з'явився в першому списку орхідей. 

Історія цього виду в ботанічних садах Європи почалася з того, що в 1837 році кілька рослин були відправлені на кораблі з Маніли до Англії. Пережити морську подорож судилося тільки одній рослині з усієї партії, яке виявилося у власника орхідних розплідника в Тутінгу містера Роллісона. У тому ж році цей фаленопсис зацвів і був помилково зарахований до вже відомого тоді увазі Phalaenopsis amabilis. Лише після довгої плутанини це рослина отримала статус нового виду.

## У культурі
Температурна група — тепла. Для нормального цвітіння бажаний перепад температур день/ніч в 5-8°С.
Вимоги до освітлення: 1000—1200 FC, 10760-12912 lx. Прямих сонячних променів не переносить.
Додаткова інформація про агротехніку у статті Фаленопсис.

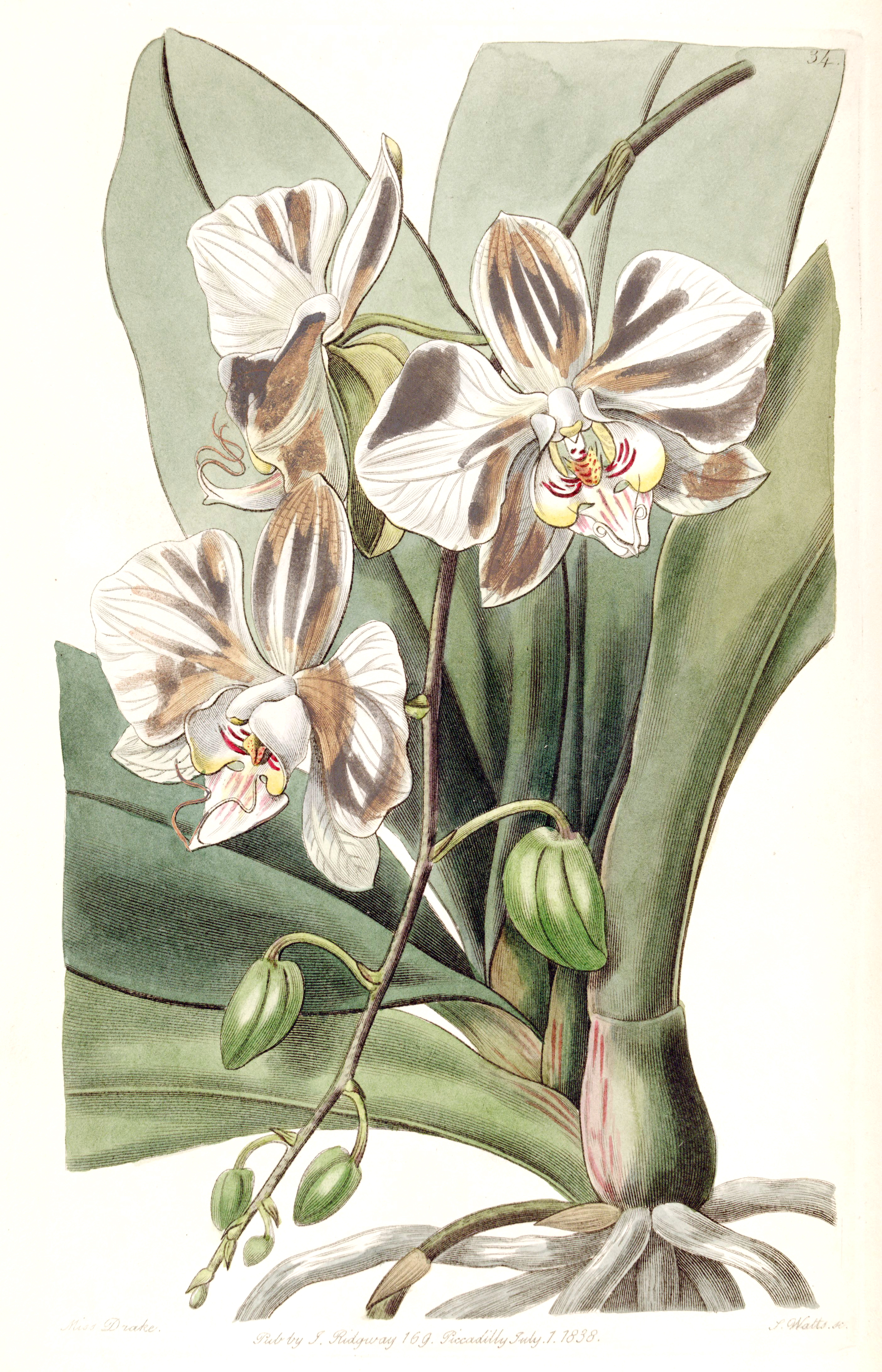
Phalaenopsis aphrodite subsp. aphrodite (як син. Phalaenopsis amabilis Lindl.) Ілюстрація з: "Edwards's Botanical Register" vol. 24 pl. 34 (1838)

Вид часто використовується в гібридизації.

## Первиннігібриди
- Alger — aphrodite × sanderiana (Vacherot) 1930
  - syn. Yoshino — aphrodite × sanderiana (Iwasaki) 1924
- Aprodite's Bell — bellina × aphrodite (Orchids Ltd (R-J. Quené)) 2005
- Ariadne — aphrodite × stuartiana (Veitch) 1896
- Bataan — amabilis × aphrodite (Rapella Orchid Co) 1943
- Childhood Dream — aphrodite × kunstleri (Paul Lippold) 2003
- Gilles Gratiot — aphrodite × amabilis var. rimestadiana (Dr Jean Gratiot) 1920
- ×intermedia — aphrodite × equestris (Veitch) 1886 (Природний гібрид, виявлений на Філіппінах)[4]
- ×leucorrhoda — aphrodite × schilleriana (Природний гібрид) 1875
- Pierrot — aphrodite × lueddemanniana (John H Miller) 1961
- San Shia Spot — aphrodite × inscriptiosinensis (Hou Tse Liu) 2006
- Snow Twinkle — tetraspis × aphrodite (Orchids Ltd (R-J. Quneé)) 2004